# Libertiella
Libertiella Speg. & Roum. (libertiella) – rodzaj workowców. Wszystkie należące do niego gatunki tworzą anamorfy na grzybach Pezizomycotina.

## Systematyka i nazewnictwo
Pozycja w klasyfikacji według Index Fungorum: Incertae sedis, Incertae sedis, Incertae sedis, Incertae sedis, Pezizomycotina, Ascomycota, Fungi.
Takson ten utworzyli Carlo Luigi Spegazzini i Casimir Roumeguère w 1880 r. Jest to rodzaj o nieokreślonej pozycji taksonomicznej. Synonimy nazwy naukowej: Nicholsoniella Kuntze, Shecutia Nieuwl.
Nazwa polska według W. Fałtynowicza.

## Gatunki
- Libertiella curvispora D. Hawksw. & Miądl. 1997 – libertiella pokrzywiona
- Libertiella didymospora D. Hawksw. & Miądl. 1997[4] – libertiella drobna
- Libertiella fennica Alstrup 1997
- Libertiella leprariae Etayo & Diederich 1995
- Libertiella lignicola Höhn. 1902[4]
- Libertiella malmedyensis Speg. & Roum. 1880
- Libertiella obscurior K. Gerber 1931[4]
- Libertiella quercicola Woron. 1917[4]
- Libertiella xanthoriae Keissl. 1925

Nazwy naukowe na podstawie Index Fungorum. Nazwy polskie według W. Fałtynowicza.